# Meine Freunde
Meine Freunde (Originaltitel: Amici miei – Atto IIº) ist eine italienische Filmkomödie, genauer eine Commedia all’italiana, aus dem Jahr 1982. Regie führte Mario Monicelli, die Hauptrollen spielten Ugo Tognazzi, Philippe Noiret, Gastone Moschin, Renzo Montagnani und Adolfo Celi. Der Film ist die Fortsetzung von Ein irres Klassentreffen (1975). Anders als im vorherigen Film wird die Rolle des Bar-Besitzers von Renzo Montagnani und nicht mehr von Duilio Del Prete gespielt. 1985 folgte Amici miei – Atto III.

## Handlung
Die vier verbliebenen Freunde (Mascetti, Necchi, Melandri und Sassaroli) treffen sich am Grab von Perozzi, der am Ende der ersten Folge gestorben ist, und erinnern sich in Rückblenden an die spaßigen Abenteuer, die sie einige Jahre zuvor mit ihrem toten Freund erlebt haben.
Neben den Witzen ziehen sich komplizierte Beziehungsprobleme mit dem schönen Geschlecht wie ein roter Faden durch den Film: Perozzi hat eine außereheliche Affäre mit einer Bäckersfrau, Melandri verliebt sich in eine sehr bigotte Jungfrau und wird schließlich selbst bigott, um sie für sich zu gewinnen. Die Tragödie der Überschwemmung von Florenz wird sowohl Melandri die Augen öffnen, indem er der seltsamen Beziehung ein Ende setzt, als auch Perozzis Ehebruch ans Licht bringen, wodurch er seine Frau und seinen Sohn für immer vertreibt.
Necchi versucht, sich eine Liebhaberin zuzulegen, aber nach einem komischen Missverständnis entdeckt er, dass ihm selber Hörner aufgesetzt worden sind; Graf Mascetti, der von Schulden erdrückt wird und dem ein Geldverleiher und eine junge spanische Kontorsionistin, die er verführt hat, auf den Fersen sind, versucht erfolglos, seine behinderte Tochter, die schwanger geworden ist, von einer Abtreibung zu überzeugen, und daraufhin, ihr einen Ehemann zu geben: Das schafft er auch nicht, aber die spöttischen und glücklichen Interventionen von Professor Sassaroli schaffen ihm zumindest den Geldverleiher und die Kontorsionistin vom Hals.
Im Finale des Films erleidet Mascetti einen Schlaganfall und landet im Rollstuhl. Der neugeborene Enkel und die übliche lustige Unterstützung seiner lebenslangen Freunde mildern sein Fortleben.

## Auszeichnungen (Auswahl)
- David di Donatello 1983[1]
  - Nominierung für die beste Nebendarstellerin: Milena Vukotic
  - Nominierung für den besten Nebendarsteller: Paolo Stoppa
  - Nominierung für den besten Schnitt: Ruggero Mastroianni